# Anatοliki Kea
Anatοliki Kea este o arie protejată (arie specială de conservare — SAC, sit de importanță comunitară — SCI) din Grecia întinsă pe o suprafață de 7.151,73 ha, integral pe uscat.

## Localizare
Centrul sitului Anatοliki Kea este situat la coordonatele 37°35′33″N 24°20′25″E / 37.592506°N 24.340311°E.

## Înființare
Situl Anatοliki Kea a fost declarat sit de importanță comunitară în aprilie 1997 pentru a proteja 4 specii de animale. Situl a fost protejat și ca arie specială de conservare în martie 2011.

## Biodiversitate
Situată în ecoregiunile marină mediteraneană și mediteraneană, aria protejată conține 18 habitate naturale: Straturi cu Posidonia (Posidonion oceanicae), Golfuri mici largi și golfuri puțin adânci, Recifuri, Vegetație anuală la limita mareei, Faleze cu vegetație de Limonium spp. endemic de pe coastele mediteraneene, Salicornia și alte specii anuale care populează regiunile mlăștinoase și nisipoase, Pășuni mediteraneene udate de apa mării (Juncetalia maritimi), Tufărișuri halofile mediteraneene și termo-atlantice (Sarcocornetea fruticosi), Dune mobile cu vegetație embrionară, Dune cu tufărișuri sclerofile Cisto-Lavenduletalia, Râuri mediteraneene cu debit intermitent, cu specii de Paspalo-Agrostidion, Tufărișuri termo-mediteraneene și de pre-deșert, Sarcopoterium spinosum phryganas, Pante stâncoase calcaroase cu vegetație casmofită, Peșteri marine scufundate complet sau parțial, Galerii și tufărișuri riverane sudice (Nerio-Tamaricetea și Securinegion tinctoriae), Păduri de Olea și Ceratonia, Păduri de Quercus macrolepis.
La baza desemnării sitului se află mai multe specii protejate:
- nevertebrate (1): Euplagia quadripunctaria
- reptile (3): șarpele cu patru dungi (Elaphe quatuorlineata), Mauremys rivulata, elaphe situla (Zamenis situla)

Pe lângă speciile protejate, pe teritoriul sitului au mai fost identificate 4 specii de plante, 1 specie de amfibieni, 1 specie de nevertebrate, 6 specii de reptile.